# 杉山悦子
杉山 悦子（すぎやま えつこ、1976年 - ）は、日本の法学者。専門は民事訴訟法。学位はLL.M.（修士（法学））。一橋大学大学院法学研究科教授。日本仲裁・ADR法学会理事。

## 人物・経歴
1999年東京大学法学部卒業。大学在学中に旧司法試験に合格。2007年イェール大学イェール・ロー・スクール修士課程修了、LL.M.（修士（法学））。ニューヨーク州弁護士資格を取得。
1999年東京大学大学院法学政治学研究科助手。2002年一橋大学大学院法学研究科助手。2004年同専任講師。コロンビア大学コロンビア・ロー・スクール客員研究員、一橋大学大学院法学研究科准教授を経て、2017年から一橋大学大学院法学研究科教授。知的財産訴訟外国法制研究会研究員等も務める。

## 著書
- 『民事訴訟と専門家』有斐閣 2007年
- 『Law Practice民事訴訟法』（山本和彦,畑宏樹,山田文,安西明子と共著）商事法務 2011年
- 『民事訴訟法 重要問題とその解法』日本評論社 2014年